# Podsreda
Podsreda je trg v Občini Kozje. Leži pod severnim vznožjem pogorja Orlica (701 mnv). Ima značilno trško zasnovo z eno osrednjo ulico s trgom, na kateri se nahaja župnijska cerkev sv. Janeza Krstnika in druga ob drugo nanizane trške hiše. Pred eno izmed njim se nahaja sramotilni steber.
Podsreda je najbolj znana po gradu Podsreda, ki velja za najbolje romansko prezentiran grad v Sloveniji. Onstran reke Bistrice in glavne regionalne ceste se pri domu krajanov pričenja križev pot na romarsko Staro sveto goro, katere vrh s cerkvijo in dvema kapelama že leži na ozemlju sosednje vasi Gradišče. Na skrajnem vzhodnem delu ozemlja trga se nahaja Javerškova domačija (Podsreda 93), na kateri se je rodila Marija Javeršek, mati Josipa Broza - Tita, in kjer je Tito preživel nekaj svojih otroških let.